# Françoise Grolet
Françoise Grolet (28 de Agosto de 1963), é uma política da França.

## Biografia
Françoise Grolet foi Conselheira regional para a Aquitânia de 1998 a 2004 e Conselheira Regional para a Lorena desde 2010.
Em 2011 estará à frente de Dominique Gros, Conselheiro Geral Socialista e Presidente da Câmara de Metz, na primeira volta das eleições cantonais.
Na primeira volta das eleições autárquicas em Metz, em 2014, obtém 21,3% dos votos.